# ورقة 20 روبية هندية
ورقة 20 روبية هندية هي ورقة روبية هندية. ورقة 20 روبية النقدية المتداولة حاليًا جزء من سلسلة المهاتما غاندي الجديدة. أصدر البنك الاحتياطي الورقة الجديدة في عام 2019 وهي أخر فئة أصدرت في السلسلة. أصدرت الورقة لأول مرة في عام 1972. بدأ البنك الاحتياطي عملية إعادة تصميم رئيسية للأوراق النقدية من سلسلة Lion Capital.

## سلسلة المهاتما غاندي الجديدة
أعلن وزير الشؤون الاقتصادية آنذاك شاكتيكانتا داس في 10 نوفمبر 2016 أنه ستصدر ورقة 20 ورقة نقدية جديدة في سلسلة المهاتما غاندي الجديدة في الأشهر المقبلة.
أعلن بنك الاحتياطي الهندي في 26 أبريل 2019 أنه سيصدر قريبًا ورقة نقدية جديدة من فئة 20. وجد على ظهر الورقة مغارات إلورا وهو موقع تراث عالمي في منطقة أورانجاباد، ماهاراشترا، الهند في تصوير للتراث الثقافي للبلاد. أبعاد الورقة النقدية هي 129 ملم × 63 ملم. يتسخدم الورقة الجديدة مع القديمة.

## التاريخ

### سلسلة الأسد
ظهر على وجه العملة شعار الهند، وعلى ظهرها عربة خاصة بمعبد الشمس (كونارك).

### سلسلة المهاتما غاندي
أبعاد ورقة 20 روبية من سلسلة المهاتما غاندي بأبعاد 129 × 63 ملم بلون أحمر برتقالي على وجه العملة صورة المهاتما غاندي مع توقيع محافظ البنك الاحتياطي الهندي. احتوت العملة على نظام بريل لمساعدة ذوي الإعاقة البصرية في التعرف على العملة. وعلى ظهر العملة جبل هارييت الشهير في جزر أندمان ونيكوبار.
أضيف رمز الروبية للورقة في عام 2012. أعلن بنك الاحتياطي الهندي (RBI) في يناير 2014 أنه سيسحب جميع الأوراق النقدية المطبوعة قبل عام 2005 بحلول 31 مارس 2014، مدد لاحقًا إلى 1 يناير 2015 ثم إلى 30 يونيو 2016.

## اللغات
كما هو الحال مع أوراق الروبية الهندية النقدية الأخرى فورقة 5 روبية مكتوب عليها 17 لغة. على الوجه والظهر اللغتين الإنجليزية والهندية. وعلى الظهر 15 من 22 لغة رسمية في الهند، كالآتي الآسامية والبنغالية والكجراتية والكنادية والكشميرية والكونكانية والماليالامية والمراثية والنيبالية ولغة الأوريا والبنجابية والسنسكريتية والتاميلية والتيلوغوية والأردية.
| اللغة الإنجليزية                              | Twenty rupees |
| اللغة الهندية                                 | बीस रुपये        |
| 15 لغة من اللغات الرسمية في الهند (على الظهر) |               |
| اللغة الآسامية                                | বিছ টকা         |
| اللغة البنغالية                               | কুড়ি টাকা         |
| اللغة الكجراتية                               | વીસ રૂપિયા        |
| اللغة الكنادية                                | ಇಪ್ಪತ್ತು ರುಪಾಯಿಗಳು   |
| اللغة الكشميرية                               | وُہ رۄپیہِ      |
| اللغة الكونكانية                              | वीस रुपया        |
| اللغة الماليالامية                            | ഇരുപത് രൂപ       |
| اللغة المراثية                                | वीस रुपये        |
| اللغة النيبالية                               | बीस रुपियाँ        |
| لغة الأوريا                                   | କୋଡ଼ିଏ ଟଙ୍କା       |
| اللغة البنجابية                               | ਵੀਹ ਰੁਪਏ        |
| اللغة السنسكريتية                             | विंशती रूप्यकाणि     |
| اللغة التاميلية                               | இருபது ரூபாய்      |
| اللغة التيلوغوية                              | ఇరవై రూపాయలు      |
| اللغة الأردية                                 | بیس روپیے     |